# Moschea del Venerdì (Qazvin)
La moschea del Venerdì è l'edificio islamico più antico tutt'ora esistente della città iraniana di Qazvin.

## Descrizione
Presumibilmente posta laddove vi era una struttura preislamica, questa moschea presenta un'iscrizione di tipo awqaf (una rarità nell'architettura persiana) che la colloca tra il 1106 e il 1114, indicando come committente l'emiro Abu Mansur Khumartash ibn Abd Allah al-'Imadi. Un tempo la stanza di preghiera affiancava una madrasa costruita nel X secolo per volere di Sahib ibn Abbad.
Similmente alle moschee selguichidi della Persia centrale, la moschea dispone di due entrate per ogni lato tranne che per la qibla, sebbene la sua altezza sia molto differente. È possibile che il progetto fosse basato su quello di un tempio del Fuoco in larga scala.
A differenza delle trombe trilobate delle moschee dell'Iran centrale, gli interni di questa moschea presentano una grande tromba semplice sormontata da un esadecagono di forma simile. Hamdallah Mustawfi riporta che nel 1153 la moschea avesse due iwan, uno settentrionale di epoca selgiuchide e uno meridionale di epoca antecedente alla cupola. Si ritiene che l'antica moschea selgiuchide avesse 4 iwan.
La moschea è sorprendentemente larga se paragonata agli altri edifici religiosi esistenti in Iran. La sua estensione è seconda solo a quelle della moschea del Venerdì di Esfahan e del Santuario dell'Imam Reza di Mashhad. La maggior parte di ciò che rimane di questo edificio è di epoca safavide e qajara, come l'iwan meridionale datato 1658-59 su iscrizione di ʿAbbās II.